# Koskue
Koskue är en by i Kurikka kommun i Södra Österbotten i sydvästra Finland. Dess befolkning var 870 år 2007.